# Usman Majeed
Usman Majeed (ur. 1 stycznia 1981) – pakistański zapaśnik walczący w stylu wolnym. Zajął dziewiąte miejsce na igrzyskach azjatyckich w 2006. Mistrz Igrzysk Azji Południowej w 2006 roku.